# Urosalpinx grippi
Urosalpinx grippi is een slakkensoort uit de familie van de Muricidae. De wetenschappelijke naam van de soort is voor het eerst geldig gepubliceerd in 1911 door Dall.